# Crepis barbigera
Crepis barbigera là một loài thực vật có hoa trong họ Cúc. Loài này được Leiberg ex Coville mô tả khoa học đầu tiên năm 1896.